# SBS 1415+437
SBS 1415+437 è una galassia nana compatta blu cometaria situata in direzione della costellazione del Boote alla distanza di 45,3 milioni di anni luce. Fu scoperta nel 1995 da un team di astronomi dell'Università della Virginia coordinato da Trinh Thuan.
Inizialmente si è ritenuto che la galassia ospitasse solo stelle molto giovani, ma successivamente si è appurato che le stelle hanno un'età fino a 1,3 miliardi di anni.
SBS 1415+437 è una galassia starburst del raro e particolare tipo Wolf-Rayet, in quanto contiene un numero insolitamente elevato di stelle di Wolf-Rayet. Si tratta di stelle massicce (almeno 20 masse solari), dalla breve vita, con temperature superficiali di oltre 25.000 kelvin che, a causa di fortissimi venti stellari (oltre 2.000 km/s), perdono grandi quantità della propria massa (in circa 100.000 anni una stella di Wolf-Rayet può perdere l'equivalente della massa del nostro Sole).